# Bruno Pontecorvo
Bruno M. Pontecorvo (ur. 22 sierpnia 1913 w Pizie, zm. 24 września 1993 w Dubnej) – włosko-radziecki fizyk, student i współpracownik Enrica Fermiego, Frédérica i Irène Joliot-Curie.
Przysłużył się głównie badaniom neutrin, postulowanych w 1930 roku przez Wolfganga Pauliego:
- Pontecorvo zaproponował metodę detekcji tych cząstek[2], skutecznie wykorzystaną w 1956 roku przez Frederica Reinesa i Clyde’a Cowana;
- na podstawie przeprowadzonych przez siebie pomiarów rozpadów mionów postawił tezę istnienia dwóch tzw. stanów zapachowych neutrina – elektronowego i mionowego;
- postawił również hipotezę oscylacji neutrin – zjawiska, które wyjaśnia zbyt małą liczbę neutrin słonecznych.

## Życiorys
Urodził się w zamożnej żydowsko-włoskiej rodzinie jako czwarte z ośmiorga dzieci. Ojciec David Gino Massiomo Pontecorvo, niepraktykujący Żyd, był właścicielem trzech fabryk tekstylnych, matka Maria Esmeralda z domu Maroni pochodziła z rodziny protestanckiej. Bruno miał czterech braci (Guido, Paulo, Gillo, Giovanni) i trzy siostry (Gulliana, Laura, Anna).
Szesnastoletni Bruno zaczął studia na wydziale inżynierii na Uniwersytecie w Pizie, ale po dwóch latach zmienił kierunek studiów i w wieku osiemnastu lat zapisał się na trzeci rok fizyki na Uniwersytecie Rzymskim La Sapienza. Studiował pod kierunkiem Enrica Fermiego, będąc najmłodszym z jego „Chłopców z Via Panisperna” – stąd przezwisko Cucciolo (wł. szczeniak). W 1934 roku wziął udział w słynnym eksperymencie Fermiego, który doprowadził do odkrycia rozszczepienia jądra atomowego za pomocą powolnych neutronów.
Wiosną 1936 przeniósł się do Paryża, gdzie w laboratorium Irène i Frédérica Joliot-Curie badał zderzenia neutronów z protonami i przejścia elektromagnetyczne między izomerami.
W Paryżu poznał szwedzką studentkę Helenę Mariannę Nordblom, swoją przyszłą żonę. W 1938 urodził się ich pierwszy syn Gil, pobrali się w 1940.
Pod wpływem kuzyna Emilio Sereniego wstąpił do Francuskiej Partii Komunistycznej. Sympatie komunistyczne przejawiały również jego siostry Giuliana i Laura oraz brat Gillo.
Ustawy rasowe reżimu faszystowskiego Mussoliniego z 1938 skierowane przeciwko Żydom zmusiły rodzinę Pontecorvo do opuszczenia Włoch i zamieszkania w innych krajach, m.in. w Wielkiej Brytanii, Francji i Stanach Zjednoczonych.
Po wybuchu II wojny światowej, gdy wojska niemieckie zbliżały się do Paryża, Bruno, Gillo i kilku ich przyjaciół uciekli z Paryża na rowerach, wyprawiwszy żony z dziećmi pociągiem. Przez neutralną Hiszpanię przedostali się do Lizbony, potem na statku Quanza do USA, gdzie Bruno dostał zatrudnienie w firmie naftowej w Tulsa w stanie Oklahoma. Opracował wówczas oryginalną metodę poszukiwania złóż naftowych, wykorzystując wiedzę i doświadczenie zdobyte na via Panisperna.
W 1943 dołączył do zespołu fizyków w Montrealu w Kanadzie, pracujących na rzecz Tube Alloy Project, brytyjskiego odpowiednika Manhattan Project.
Stamtąd trafił do Chalk River Laboratories, gdzie – pod kierownictwem Lwa Kowarskiego – pracował nad konstrukcją reaktora jądrowego NSX do produkcji plutonu, który miał wykorzystać naturalny uran jako paliwo, ciężką wodę jako moderator. W 1944 spotkał się z Fermim w Chicago, by przedyskutować problemy, na które się natknęli przy budowie reaktora NSX. Równolegle zajmował się badaniem promieniowania kosmicznego, rozpadu mionów i neutrino.
Wiosną 1949, po uzyskaniu obywatelstwa brytyjskiego, przeniósł się wraz z rodziną – która tymczasem powiększyła się o dwóch synów, Tito i Antonio – do Anglii, do nowo powstałego ośrodka badań atomowych w Harwell, zwanego potocznie Harwell Laboratory, niedaleko Oksfordu.
W 1950 zaproponowano mu katedrę fizyki na University of Liverpool. Jednakże zamiast do Liverpoolu w sierpniu 1950 wyjechał potajemnie do ZSRR. Przez pięć lat nie było wiadomo, co się stało z Bruno Pontecorvo, jego żoną Marianną i synami. Jego ucieczka zbiegła się z aresztowaniem niemieckiego fizyka Klausa Fuchsa, który od lat informował Rosjan o postępie badań jądrowych na Zachodzie. Ujawnił się dopiero w marcu 1955; na spotkaniu z dziennikarzami w Akademii Nauk w Moskwie wyjaśnił, dlaczego wybrał życie w ZSRR.
Bruno Pontecorwo do końca życie pracował w Zjednoczonym Instytucie Badań Jądrowych (JINR) w Dubnej, mieszkając z rodziną częściowo w Moskwie, częściowo w Dubnej. Materialnie powodziło im się znacznie lepiej, niż innym obywatelom ZSRR, ale byli pod stałym nadzorem i do 1978 nie mogli wyjeżdżać zagranicę.
Marianna długo nie mogła przystosować się do “życia w złotej klatce”, cierpiała na depresję. Dużo czasu spędzała na leczeniu w szpitalach i sanatoriach. Zmarła w Dubnej w 1994.
Bruno Pontecorvo przez ostatnie 10 lat życia zmagał się z chorobą Parkinsona. Jego prochy pochowano w Dubnej i w Rzymie.

## Praca
Bruno Pontecorvo jest znany głównie ze swoich badań nad neutrino, prowadzonych w ZSRR. Zaproponował metodę detekcji antyneutrin wytwarzanych w reaktorach jądrowych. Metodę tę jako pierwsi zastosowali Frederick Reines i Clyde Cowan; Frederick Reines otrzymał Nagrodę Nobla w 1995.
Przewidział, że neutrina związane z elektronami różnią się od tych związanych z mionami. Eksperymentalna weryfikacja tej przepowiedni przyniosła Nagrodę Nobla Jackowi Steinbergerowi, Leonowi Ledermanowi i Melvinowi Schwartzowi.
Postawił hipotezę, że neutrina w próżni mogą się przekształcać w neutrina innego rodzaju – zjawisko znane jako „oscylacja neutrin”. Późniejsze eksperymentalne sprawdzenie tej hipotezy przyniosło Nagrodę Nobla w dziedzinie fizyki w 2015 Arthurowi McDonaldowi i Takaakiemu Kajicie.

## Nagrody
W 1953 otrzymał Nagrodę Stalinowską. W 1958 został członkiem Akademii Nauk ZSRR. Został dwukrotnie odznaczony Orderem Lenina.
Po jego śmierci Zjednoczony Instytut Badań Jądrowych w Dubnej ustanowił Nagrodę im. Bruno Pontecorvo, przyznawaną naukowcom prowadzącym zaawansowane badania w dziedzinie neutrin.